# Stefan Gorißen
Stefan Gorißen (* 9. Oktober 1960 in Zell im Wiesental) ist ein deutscher Historiker.

## Leben
Gorißen studierte Geschichtswissenschaft, Germanistik, Philosophie und Pädagogik in Bonn und Bielefeld. Er war von 1989 bis 1992 Promotionsstipendiat der Studienstiftung des Deutschen Volkes. Seit 1992 ist er Wissenschaftlicher Mitarbeiter an der Universität Bielefeld in der Fakultät für Geschichtswissenschaft, Philosophie und Theologie. 1997 erfolgte seine Promotion im Fach Geschichtswissenschaft. Seit dem Wintersemester 2009/10 ist er Studiendekan der Abteilung Geschichtswissenschaft. Seit 2007 leitet Gorißen die Wissenschaftliche Kommission des Bergischen Geschichtsvereins und ist zudem seit 2009 ordentliches Mitglied der Historischen Kommission für Westfalen.

## Schriften (Auswahl)
- mit Horst Sassin, Kurt Wesoly (Hrsg.): Geschichte des Bergischen Landes. 2 Bde. (= Bergische Forschungen. Bd. 31/32), Verlag für Regionalgeschichte, Bielefeld 2014–2016.
- (Hrsg.) Ehrenamt und Mäzenatentum. Grundlagen der Zivilgesellschaft im historischen Wandel (= Westfälische Forschungen. Bd. 55), Münster 2005, ISBN 3-402-09235-2.
- Vom Handelshaus zum Unternehmen. Sozialgeschichte der Firma Harkort im Zeitalter der Protoindustrie (1720–1820). Mit 10 Tabellen (= Bürgertum. Band 21). Vandenhoeck & Ruprecht, Göttingen 2002, ISBN 3-525-35686-2.